# 土库曼斯坦总理

## 土库曼苏维埃社会主义共和国政府首脑

### 人民政委委员会主席
- 卡哈兹兹·阿塔巴耶夫（Kaikhaziz Atabayev）（1925年2月20日-1937年7月8日）
- Aitbay Khudaybergenov（1937年10月-1945年10月17日）
- 苏汉·巴巴耶夫（1945年10月17日-1946年3月15日）

### 部长会议主席
- 苏汉·巴巴耶夫（1946年3月15日-1951年7月14日）
- 巴里什·奥韦佐夫（Balysh Ovezov（1951年7月14日-1958年1月14日）（1次）
- 卓玛·杜迪·卡拉耶夫（Dzhuma Durdy Karayev）（1958年1月14日-1959年1月20日）
- 巴里什·奥韦佐夫（1959年1月20日-1960年6月13日）（2次）
- 阿卜迪·安纳利耶夫（Abdy Annaliyev）（1960年6月13日-1963年3月26日）
- 穆罕默德纳扎尔·加普罗维奇·加普罗夫（1963年3月26日-1969年12月25日）
- 奥拉兹·奥拉兹穆罕默德（Oraz Orazmuhammedow）（1969年12月25日-1975年12月17日）
- 巴里·亚兹库利耶夫（Bally Yazkuliyev）（1975年12月17日-1978年12月15日）
- Chary Karriyev（1978年12月15日-1985年3月26日）
- 薩帕爾穆拉特·阿塔耶維奇·尼亞佐夫 (1985年3月26日-1986年1月4日)
- 安娜穆拉特（Annamurat Hojamyradow）（1986年1月4日-1989年11月17日）
- 汉·艾哈迈多（Han Ahmedow）（1989年12月5日-1991年10月27日）

## 土库曼斯坦共和国总理
| #                          | 名字                     | 上任           | 离任          | 政党             |
| -------------------------- | ------------------------ | -------------- | ------------- | ---------------- |
| 1                          | 汗·阿梅多维奇·阿赫梅多夫 | 1991年10月27日 | 1992年5月18日 | 土库曼斯坦民主党 |
| 职位废除 1992年5月18日至今 |                          |                |               |                  |

1992年通过了当前的土库曼斯坦宪法，总理一职被废除，土库曼斯坦总统兼任政府首脑。

## 历任总统
下表是土庫曼斯坦自1991年10月27日獨立以來的所有总統：
政党
  土库曼斯坦民主党
| 任次 | 姓名                        | 土库曼语姓名 | 就职日期               | 去职日期       |
| ---- | --------------------------- | ------------ | ---------------------- | -------------- |
| 1    | 萨帕尔穆拉特·尼亚佐夫       | （）         | 1991年10月27日         | 2006年12月21日 |
| 代理 | 奧韋茲格爾德·阿塔耶夫       | （）         | 2006年12月21日（代理） | 2006年12月22日 |
| 代理 | 库尔班古力·别尔德穆哈梅多夫 | （）         | 2006年12月21日（代理） | 2007年2月14日  |
| 2    | 库尔班古力·别尔德穆哈梅多夫 | （）         | 2007年2月14日          | 2022年3月19日  |
| 3    | 谢尔达尔·别尔德穆哈梅多夫   | （）         | 2022年3月19日          | 现任           |